# 船屋

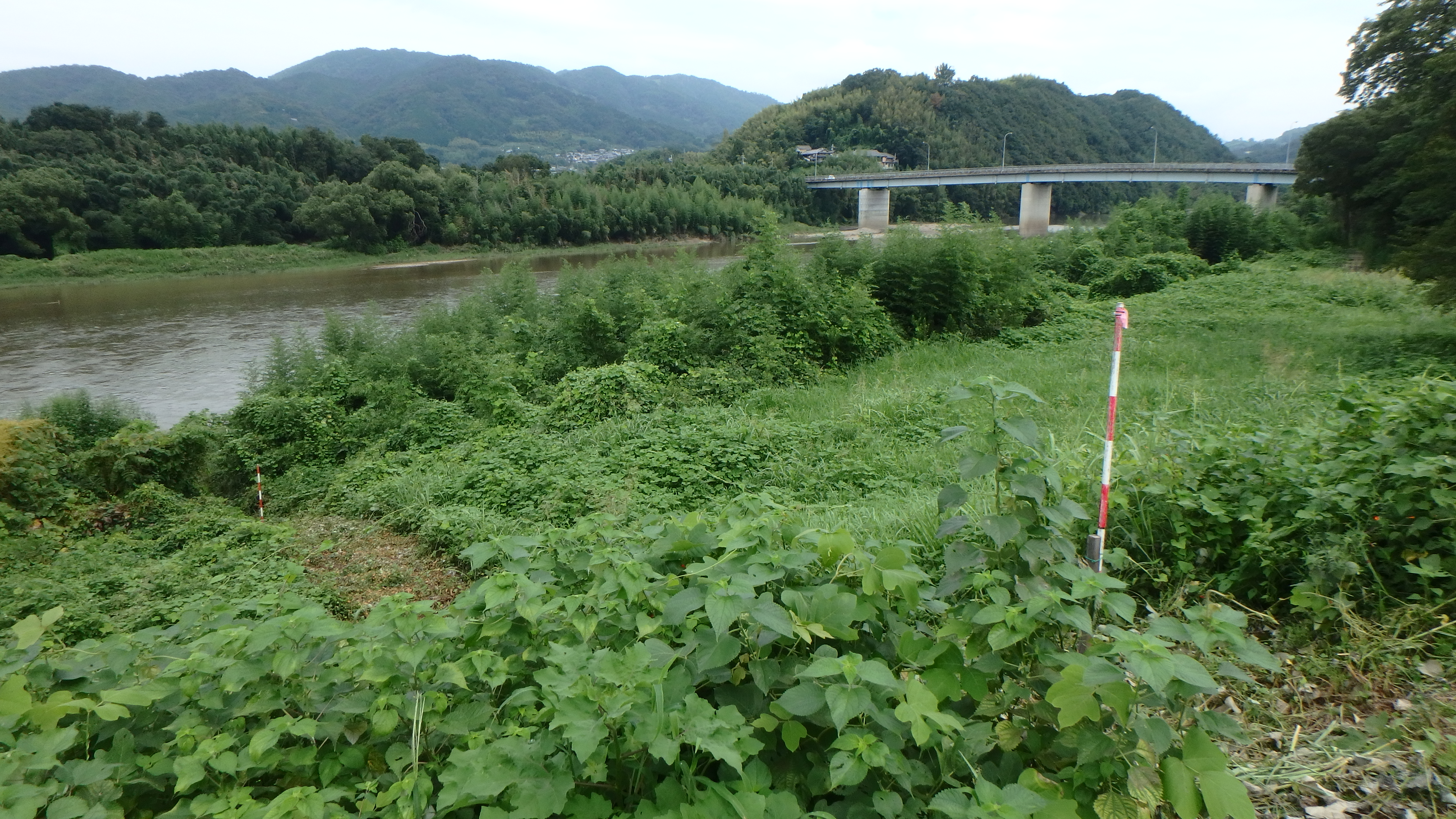
加茂浜の跡地

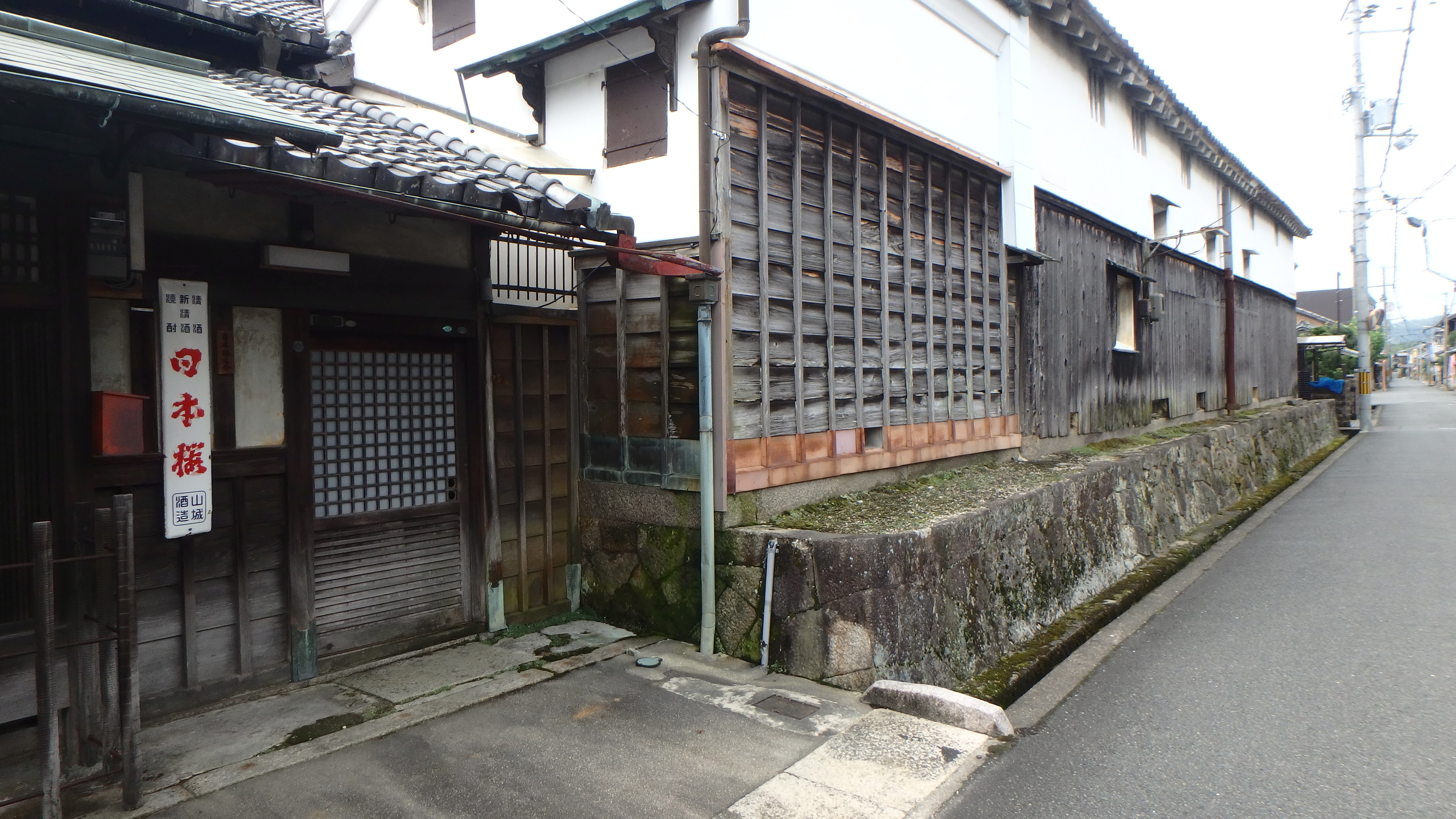
船屋の街並み

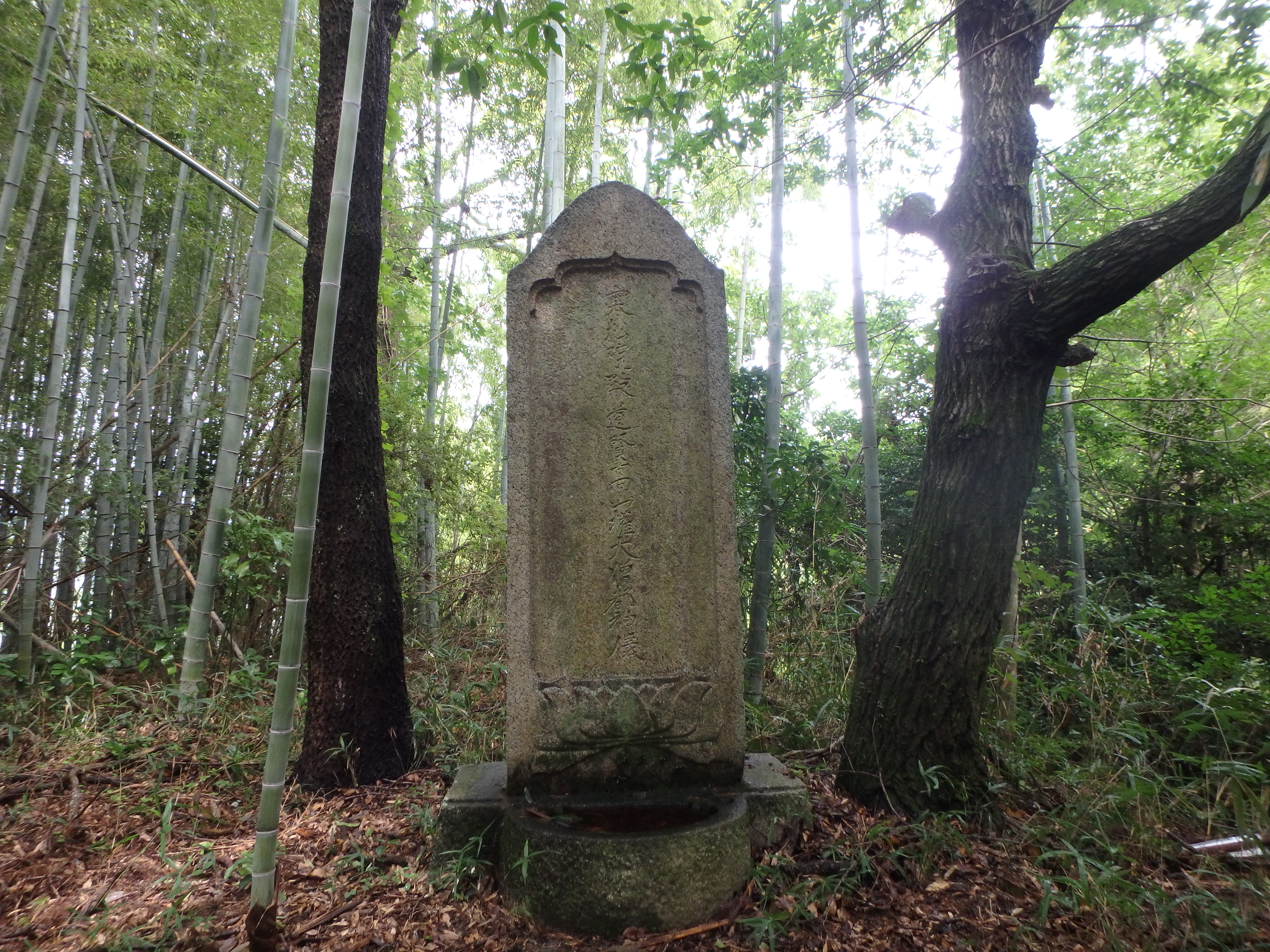
藤堂高虎供養碑

船屋（ふなや）は、京都府木津川市加茂町の一地区。

## 概要
1475年（文明7年）の「浄瑠璃寺流記事」で初めて「船屋」の名前を確認することができる。名は舟運にかかわる船問屋が集まっていたことからきていると考えられる。

## 歴史
船屋地区は江戸時代、伊賀街道の宿場町（加茂宿と呼ばれる）や、信楽街道の分岐点としての役割を果たし、非常に賑わった。また、木津川筋六力浜のひとつの加茂浜もここにあり、木津川舟運によっても栄えた。この浜は藤堂藩領の西北端に位置し、藩にとってもまた重要な地であった。1648年（慶安元年）には既に宿場として機能していたことが分かっている。しかし、元禄期のたびたびの火災、水害の発生、さらには1712年（正徳2年）の大洪水により、大きな打撃を被った。そのため本村を移転せざるを得なくなった。その際、移転する人々と行動を共にせず、居残った人々がいた。彼らは舟運に携わっていたため、浜を離れるわけにはいかなかったのである。これらの人々と兎並・北村の両村民により、船屋地区は復興し、以前のように宿場町としても再生した。また、大洪水により破損した伊賀街道を修復する関係で、船屋地区でも浜へ出る地点で直角に折れて東進する東西の道が整備された。これが、現在もその姿を残しているL字型の街並みの成り立ちである。船屋地区の復興は順調に進み、このころ「船屋」という名前が単に舟運の職業やその集団を指すだけでなく、地名としても確立されていった。また賀茂の字を加茂に改めたのもこの頃である。江戸時代が終わり明治を迎えると、1897年（明治30年）の加茂駅の開業と1901年（明治34年）の恭仁大橋の架設が、舟運から陸上交通へとその機能を転換するきっかけとなった。1965年（昭和40年）頃になると、家や商店の街並みが現れ始めた。こうして船屋は加茂地方随一の市街地、また商店街として発達した。

## 歴史的建造物

### 藤堂高虎供養碑
船屋を一望することのできるイシバ山に所在する、藤堂藩祖藤堂高虎の供養碑である。

### 旧家
船屋の南、西、中、東町では伝統的な町屋が多く所在し、江戸時代の酒蔵跡、旅籠跡なども現存する。

## 行事

### 加茂船屋雛まつり
毎年3月上旬に加茂町船屋、新町地域で行われている。2019年（平成31年）で第14回を迎え、商店や集会所など合わせて約50軒に雛人形が展示された。